# 부바스티스

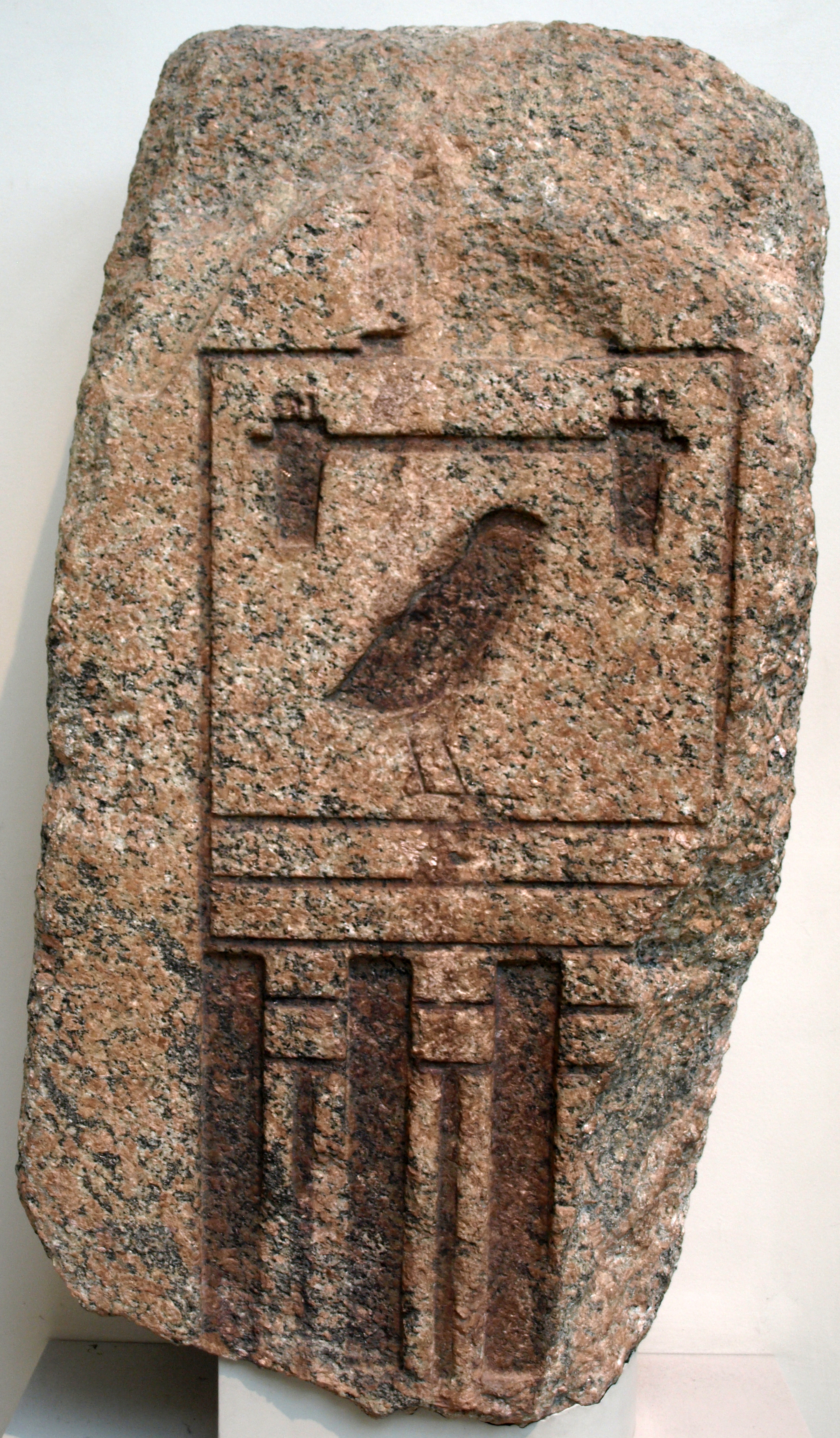

부바스티스(Βούβαστις)는 고대 이집트의 도시이다. 나일강 삼각주 하이집트 지역에 위치했으며, 동명의 노메스의 수도였다. 성경에 나오는 피베셋(Phibeseth, 에제키엘 30장 17절)이 이곳이다. 부바스티스에서는 고양이의 여신인 바스테트가 숭배되었다.